# Aluniș, Rîșcani
Aluniș este un sat din raionul Rîșcani în Republica Moldova.

## Etimologie
Numele de Aluniș este un toponim entopic, din apelativul aluniș - „pădurice de aluni” (derivat din latină vulgară *abellona - „alună”).

## Demografie

### Structura etnică
Structura etnică a satului conform recensământului populației din 2004:
| Grup etnic         | Populație | % Procentaj |
| ------------------ | --------- | ----------- |
| Moldoveni / Români | 1.899     | 98,34%      |
| Ucraineni          | 24        | 1,24%       |
| Polonezi           | 3         | 0,16%       |
| Ruși               | 2         | 0,1%        |
| Țigani             | 1         | 0,05%       |
| Alții              | 2         | 0,1%        |
| Total              | 1.931     | 100%        |

## Administrație și politică
Componența Consiliului local Aluniș (9 consilieri), ales la 5 noiembrie 2023, este următoarea:
|  | Partid                                       | Consilieri | Componență | Componență | Componență |
|  | -------------------------------------------- | ---------- | ---------- | ---------- | ---------- |
|  | Partidul Social Democrat European            | 3          |            |            |            |
|  | Partidul Comuniștilor din Republica Moldova  | 2          |            |            |            |
|  | Partidul Socialiștilor din Republica Moldova | 1          |            |            |            |
|  | Partidul Acțiune și Solidaritate             | 1          |            |            |            |
|  | Partidul Liberal Democrat din Moldova        | 1          |            |            |            |
|  | Partidul „Renaștere”                         | 1          |            |            |            |